# Динг-Шулер, Эрвин
Эрвин Оскар Динг-Шулер (нем. Erwin Oskar Ding-Schuler; 19 сентября 1912, Биттерфельд, Саксония-Анхальт, Германская империя — 11 августа 1945, Фрайзинг, Бавария) — немецкий врач и штурмбаннфюрер СС, проводивший эксперименты над людьми в концентрационном лагере Бухенвальд.

## Биография
Эрвин Оскар Шулер родился 19 сентября 1912 года в Биттерфельде, Саксония-Анхальт. Он был незаконнорождённым сыном врача Карла фон Шулера. В 1915 году Эрвина усыновил Генрих Динг.
По окончании школы Динг-Шулер занялся изучением медицины. В 1932 году он вступил в НСДАП. В 1937 году Динг-Шулер получил степень доктора философии по медицине, после чего устроился на работу лагерного врача в Бухенвальд. До 1945 года Шулер (он взял себе фамилию биологического отца в 1944 году) проводил эксперименты на заключённых концлагеря, изучая жёлтую лихорадку, натуральную оспу, сыпной тиф и холеру. В общей сложности он исследовал около 1000 узников, многие из которых умерли или получили физические увечья в результате экспериментов.
С декабря 1941 года врач вёл дневник, где описывал проводимые им опыты. Этот документ был использован как доказательство обвинения на Нюрнбергском процессе над врачами и нескольких других процессах.
25 апреля 1945 года Динг-Шулер был арестован американскими войсками. 11 августа он покончил жизнь самоубийством.